# ミシェル・ゲイル
ミシェル・ゲイル（Michelle Gayle、1971年2月2日 - ）はイギリスの歌手。サッカー選手のマーク・ブライトと結婚していた。